# Limonia yeranda
Limonia yeranda är en tvåvingeart som beskrevs av Günther Theischinger 1994. Limonia yeranda ingår i släktet Limonia och familjen småharkrankar. Inga underarter finns listade i Catalogue of Life.